# Houstonia micrantha
Houstonia micrantha är en måreväxtart som först beskrevs av Lloyd Herbert Shinners, och fick sitt nu gällande namn av Edward Everett Terrell. Houstonia micrantha ingår i släktet Houstonia och familjen måreväxter. Inga underarter finns listade i Catalogue of Life.